# Stentjärnen (Borgsjö socken, Medelpad)
Stentjärnen är en sjö i Ånge kommun i Medelpad och ingår i Ljungans huvudavrinningsområde.